# Соловьёва, Валентина Ивановна
Валентина Ивановна Соловьёва (в девичестве Самойлова, по первому мужу Шкапина) (род. 3 мая 1951; Сахалинская область) — мошенница, основательница финансовой пирамиды «Властилина». Вкладчиками её пирамиды были: Алла Пугачёва, Филипп Киркоров, Надежда Бабкина и др.

## Биография
Валентина Соловьёва бросила школу, не окончив девятого класса.
В конце 1980-х переехала с семьёй в подмосковную Ивантеевку, на родину мужа. Работала кассиром в парикмахерской.
В 1991 году в Люберцах Соловьёва открыла (ИЧП) «Дозатор».
В ноябре 1992 года зарегистрировала фирму «Властилина».
7 октября 1994 года прокуратура города Подольска возбудила уголовное дело по обвинению Валентины Соловьёвой в мошенничестве в особо крупных размерах. Соловьёва скрылась, однако спустя полгода, 7 июля 1995 года, была арестована.
За годовой период работы фирмы были собраны деньги более чем с двадцати шести тысяч вкладчиков на общую сумму 543 миллиарда рублей. До сих пор остаётся неизвестным, куда исчезли все деньги. Имущество же самой Соловьёвой, конфискованное впоследствии по приговору суда, было оценено в 18 миллионов рублей.
В 1995 году адвокатом Валентины Соловьёвой выступал Павел Астахов (это было одно из первых его дел, широко освещённых в прессе). Ранее он защищал её мужа.
30 марта 1996 года начался судебный процесс над «Властилиной». В общей сложности следствие и суд продлились пять лет.
В 1999 году Валентина Ивановна Соловьёва за мошенничество в особо крупных размерах была приговорена к семи годам лишения свободы с конфискацией имущества. Свою вину она так и не признала.
Впоследствии адвокат Астахов содействовал условно-досрочному освобождению Соловьёвой. Впрочем, после этого адвокат отказался работать с Соловьёвой. 17 октября 2000 года Соловьёва была освобождена условно-досрочно. Поводом для досрочного освобождения Валентины Соловьёвой стало, помимо различных иных причин, ходатайство от имени профсоюза предпринимателей Московской области.
Второй раз Валентину Соловьёву арестовали в 2005 году. Двум москвичам она обещала автомобили за полцены, но её пришлось отпустить — у правоохранительных органов не нашлось достаточное количество доказательств её вины. В том же году Соловьёва организовала так называемый «Российский купеческий фонд». Для покупки нового автомобиля необходимо было внести некоторую сумму денег, а после привести ещё двух человек, готовых сдать деньги на покупку автомобилей. Но на сей раз её постигла неудача — одним из её клиентов оказался оперуполномоченный Московского уголовного розыска. Не дождавшись денег, он написал заявление в своё ведомство. Соловьёва была арестована. Летом 2005 года её приговорили к 4 годам лишения свободы в колонии общего режима. Вышла на свободу в 2009 году.

### Личная жизнь
Дважды была замужем, первый раз вышла замуж в 17 лет за инженера, познакомилась с мужем в поезде, носила фамилию мужа Шкапина. В браке родились дочь и сын с разницей в 5 лет, когда её посадили сыну было 18 лет, а дочери 23 года.
Со вторым мужем познакомилась в электричке, дала ему телефон, он позвонил, она развелась с первым мужем и вышла замуж во второй раз в 1991 году за москвича Леонида Соловьёва, мужа приковывала наручниками к батарее, муж отсидел полгода, взяв на себя найденный при обыске пистолет, злоупотреблял алкоголем и повесился в 1997 году, о смерти мужа ей сообщили только через два года.
Получив от обманутых вкладчиков миллиарды, Соловьёва не дала родителям ни копейки.

## Телевидение
- Судьба человека. Валентина Соловьёва (Властилина). Новое шоу Бориса Корчевникова[7]
- Пусть говорят. Властелина. Конец? Выпуск от 16.02.2011[8]
- На самом деле — Пирамида на костях: очная ставка Властилины и её жертв. Выпуск от 04.12.2017[9]
- «Специальный выпуск»: «Где деньги?»[10]
- Здесь и сейчас 1998 (28.12.1998)[11]
- Потрошители звёзд. Дикие деньги[12]
- «ВЕЛИКИЕ КОМБИНАТОРЫ» серия передач «Русские сенсации»[13]
- Лихие 90-е — 11 серия. Продавцы воздуха[14]
- Приговор: Властелина. ТВЦ (28.11.2018)[15]